# Прошьян, Прош Перчевич
Прош Пе́рчевич Прошья́н (Прошя́н) (арм. Պռոշ Պռոշյան) (22 апреля 1883 года, Аштарак, Эриванская губерния, Российская империя — 16 декабря 1918 года, Москва, РСФСР) — российский политический деятель, левый эсер, нарком почт и телеграфа РСФСР в 1918.

## Биография
Родился в 1883 в селе Аштарак, ныне Арагацотнская область Армении (по другим данным — в Ереване). Сын известного армянского писателя, учёного, просветителя и общественного деятеля Перча Прошяна. После окончания гимназии в 1902 поступил на юридический факультет Новороссийского университета (Одесса), где в 1903 году вступил в партию эсеров.
В 1905 году за участие в попытке освобождения политзаключённых из одесской тюрьмы приговорён к 6 годам каторги, которую отбывал в Акатуйских и Зерентуйских тюрьмах. В 1910 году, выйдя на поселение, бежал, скрывался в Казани, Тифлисе, Баку. Но в конце концов был арестован в Москве и вторично приговорен к трехлетней каторге, которую отбывал в Бутырской тюрьме (Москва) и Ярославском централе. В 1913 году выслан в Восточную Сибирь, откуда бежал за границу. В годы первой мировой войны вёл интернационалистическую пропаганду.
Вернулся в Россию после Февральской революции 1917 и развернул активную деятельность. На 3-м съезде ПСР (25 мая — 4 июня, Москва) — один из лидеров левой оппозиции ЦК. На партийных форумах, в печати резко выступал против империалистической войны, оборончества, коалиции с буржуазией, требовал скорейшего созыва Учредительного Собрания.
Был членом Облисполкома (создан в апреле на 1-м областном съезде русских Советов депутатов армии, флота и рабочих в Финляндии), руководителем левоэсеровского комитета и фракции левых эсеров в Гельсингфорсском Совете, редактором-издателем газеты «Социалист-революционер», был инициатором согласованных действий с большевиками в дни Июньского и Июльского кризисов. Был арестован по распоряжению Временного правительства, освобождён после провала выступления генерала Л. Г. Корнилова. Решением ЦК ПСР был исключён из партии. Активно участвовал в подготовке Октябрьской революции, однако считал нежелательным вооруженное свержение Временного правительства до съезда Советов.
На 2-м Всероссийском съезде Советов рабочих и солдатских депутатов (25 — 27 октября) избран во ВЦИК; член его Президиума, ответственный организатор отдела по национальному вопросу. 2 ноября избран в Комиссию ВЦИК, которая вела переговоры с социалистическими партиями о формировании коалиционного правительства. Был противником сохранения чисто большевистского состава Совнаркома, настаивал на создании «министерства» из всех советских партий. На учредительном съезде ПЛСР (19-28 ноября) избран в ЦК ПЛСР. Участник переговоров левых эсеров с большевиками в середине ноября — первой половине декабря об объединении Советов рабочих и солдатских депутатов и Советов крестьянских депутатов, о реформе ВЦИК, об условиях образования «однородного социалистического правительства» и распределения портфелей в нём.
23 декабря 1917 возглавил Народный комиссариат почт и телеграфов. За время пребывания на посту наркома (до марта 1918) сумел добиться прекращения саботажа служащих; уделял большое внимание использованию оборонной промышленности в интересах развития отрасли, нормализации работы связи, финансовым вопросам, повышению заработной платы низшим категориям служащих. Автор нескольких декретов, имеющих отношение к Наркомату почт и телеграфов. Одновременно с работой в наркомате участвовал в разработке декрета об организации РККА и Договора между Российской и Финляндской социалистическими республиками; в процессе подготовки договора выезжал в Финляндию, 16 января 1918 докладывал СНК о результатах своей миссии. 20 февраля 1918 избран во Временный Исполнительный Комитет СНК (куда, помимо Прошьяна, вошли В. И. Ленин, И. В. Сталин, Л. Д. Троцкий, В. А. Карелин), которому в обстановке начавшегося наступления австро-германских войск поручалось вести всю текущую работу между заседаниями СНК на началах ответственности перед ним. 4 марта 1918 декретом СНК назначен политическим комиссаром в Высший Военный Совет — орган стратегического руководства вооруженными силами Советской Республики. Первоначально ВВС состоял из военного руководителя (бывший царский генерал М. Д. Бонч-Бруевич) и двух политических комиссаров — К. И. Шутко и Прошьяна.
После заключения Брестского мира в знак протеста вышел в марте 1918 из СНК вместе с другими левыми эсерами, при этом продолжая оставаться на других руководящих советских должностях (кандидат в члены Президиума ВЦИК 4-го созыва, с мая — нарком внутренних дел Союза Коммун Северной области).
На 2-м съезде ПЛСР (17 — 25 апреля 1918, Москва) в политическом докладе ЦК, в прениях добивался курса на срыв мира, развязывание партизанско-повстанческой борьбы с германским империализмом; был избран в ЦК, вошёл в его президиум, занял пост товарища председателя президиума ЦК ПЛСР. По оценке М. А. Спиридоновой, Прошьян был «внутренним строителем, основной пружиной, стержнем партии левых эсеров». На 3-м съезде ПЛСР (28 июня — 1 июля 1918, Москва) избран в состав ЦК.
Был в числе руководителей левоэсеровского мятежа 1918, после подавления которого ушёл в подполье. 27 ноября 1918 заочно приговорён революционным трибуналом к 3 годам тюрьмы. На 4-м съезде ПЛСР (2 — 7 октября 1918, Москва) выступил с докладом «Левые эсеры и власть Советов на местах».
Вскоре после съезда заболел тифом и под чужой фамилией (во избежание ареста) был помещён в больницу; из-за тяжёлого течения болезни был расконспирирован левыми эсерами, но все попытки спасти жизнь Прошьяна не увенчались успехом, 16 декабря 1918 он скончался и был похоронен на Ваганьковском кладбище; могила утрачена.

## В массовой культуре
- «Шестое июля» (1968) — роль П.Прошьяна исполяет А.Джигарханян
- «Поезд в завтрашний день» (1970) — роль П.Прошьяна исполняет А.Джигарханян.